# Дармстадт (Індіана)
Дармстадт (англ. Darmstadt) — місто (англ. town) в США, в окрузі Вандерберг штату Індіана. Населення — 1373 особи (2020).

## Географія
Дармстадт розташований за координатами 38°5′28″ пн. ш. 87°34′37″ зх. д. / 38.09111° пн. ш. 87.57694° зх. д. (38.091229, -87.576994).  За даними Бюро перепису населення США в 2010 році місто мало площу 11,85 км², з яких 11,70 км² — суходіл та 0,15 км² — водойми.

## Демографія
Згідно з переписом 2010 року, у місті мешкало 1407 осіб у 544 домогосподарствах у складі 441 родини. Густота населення становила 119 осіб/км².  Було 564 помешкання (48/км²).
Расовий склад населення:
| - 97,5 % — білих - 0,8 % — азіатів - 0,6 % — чорних або афроамериканців - 0,1 % — вихідців з тихоокеанських островів |

До двох чи більше рас належало 0,8 %. Частка іспаномовних становила 0,6 % від усіх жителів.
За віковим діапазоном населення розподілялося таким чином: 21,3 % — особи молодші 18 років, 61,7 % — особи у віці 18—64 років, 17,0 % — особи у віці 65 років та старші. Медіана віку мешканця становила 47,1 року. На 100 осіб жіночої статі у місті припадало 106,3 чоловіків;  на 100 жінок у віці від 18 років та старших — 108,1 чоловіків також старших 18 років.
Середній дохід на одне домашнє господарство  становив 106 417 доларів США (медіана — 88 352), а середній дохід на одну сім'ю — 117 796 доларів (медіана — 91 765). Медіана доходів становила 61 620 доларів для чоловіків та 38 864 долари для жінок. За межею бідності перебувало 5,2 % осіб, у тому числі 10,4 % дітей у віці до 18 років та 4,7 % осіб у віці 65 років та старших.
Цивільне працевлаштоване населення становило 873 особи. Основні галузі зайнятості: освіта, охорона здоров'я та соціальна допомога — 26,3 %, роздрібна торгівля — 14,0 %, виробництво — 12,5 %.